# Кожный лейшманиоз
Ко́жный лейшманио́з, или пендинка (болезнь Боровского, каучуковая язва, пендинская язва, багдадская язва, ашхабадская язва), — группа лейшманиозов, проявляющихся поражениями кожи, подкожных тканей и/или слизистых оболочек. Вызываются лейшманиями. Распространены преимущественно в тропиках и субтропиках, передаются через укусы москитов родов Phlebotomus и Lutzomyia. Являются природно-очаговыми заболеваниями.

## Этиология
Около 20 видов лейшманий Старого и Нового Света могут вызывать поражения кожи у человека. За исключением лейшманиоза, вызываемого Leishmania tropica, все эти заболевания являются зоонозными.
В Старом Свете болезнь вызывается главным образом паразитами видов Leishmania tropica и Leishmania major, в первом случае хозяином служит человек, во втором — грызуны. Переносчик — москиты рода Phlebotomus, регионом распространения служат Средиземноморье, Средняя Азия и Средний Восток до восточных регионов Индии.
В Новом Свете болезнь человека вызывают лейшмании более чем десяти видов, отличных от лейшманий Старого Света.

## Изучение заболевания
Первое точное описание лейшмании в срезах кожных язв было опубликовано российским хирургом П. Ф. Боровским в «Военно-медицинском журнале» (№ 11) в 1898 году в статье «О сартовской язве». Он первым отнёс его к типу простейших (Protozoa).
Советский зоолог и териолог Александр Кузякин подробно изучил кожный лейшманиоз.